# Карасиха (Воскресенский район)
Карасиха — деревня в составе Благовещенского сельсовета Воскресенского района Нижегородской области.
Располагается на правом берегу реки Ветлуги.

## Население
| 1999 | 2002 | 2010 |
| ---- | ---- | ---- |
| 49   | ↗52  | ↘29  |

## Транспорт
Между районным центром Воскресенское и Карасихой ходит автобус перевозчика МУП «Воскресенское ПАП».